# Fischbach/Rhön
Fischbach/Rhön ist ein Stadtteil der Stadt Kaltennordheim im Landkreis Schmalkalden-Meiningen in Thüringen.

## Geografie

### Geografische Lage
Der Ort befindet sich in der Thüringischen Rhön im Feldatal und im Biosphärenreservat Rhön.

### Berge
Höchste Erhebungen ist der Umpfen (701 m ü. NN), eine weithin sichtbare Landmarke an der südöstlichen Gemarkungsgrenze.

### Gewässer
In der Gemarkung bilden mehrere Quellbäche den Fischbach, einen rechten Zufluss der Felda.

## Geschichte

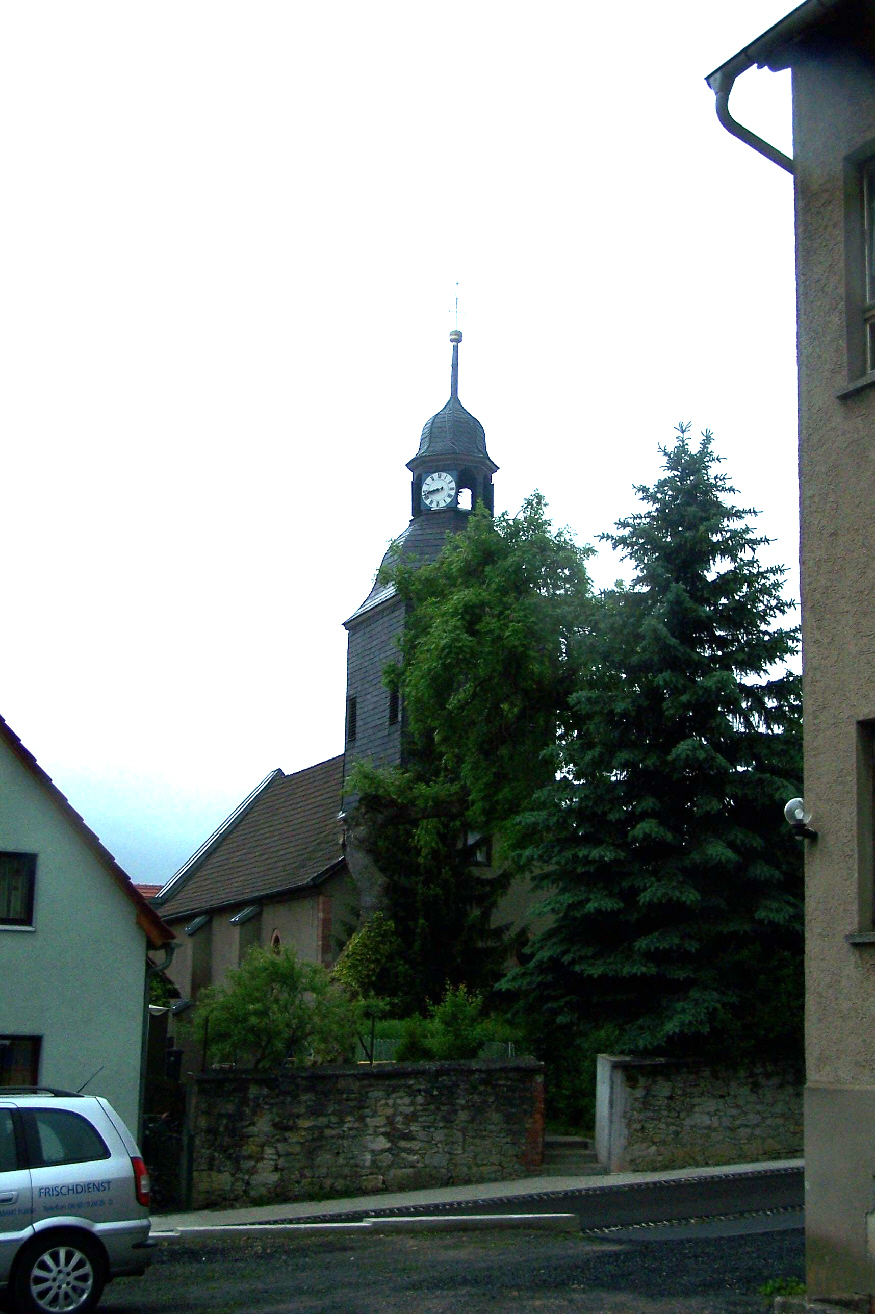
An der Kirche

### Ur- und Frühgeschichte
Fischbach befindet sich in einer bereits in frühgeschichtlicher Zeit dicht besiedelten Landschaft. Bereits in der Urnenfelderzeit wurde der benachbarte Berg Höhn  besiedelt. Die Wallanlagen in Gipfellage des Umpfen gehört mit den benachbarten Anlagen Hessenkuppe (Dermbach), Diesburg (Aschenhausen), Arzberg (Geisa), Baier (Weilar), Horn (Urnshausen), Alte Mark (Erbenhausen) und anderen zu einem ausgedehnten Befestigungssystem der Kelten. Südlich der Wallanlage liegen mehrere runde und längliche Steinhügel, vermutlich Grabanlagen; auch Ackerterrassen sind am Nordabhang noch deutlich erkennbar.

### Ersterwähnung
837 wurde das Dorf erstmals in einer Schenkungsurkunde an das Kloster Fulda erwähnt.  Der Ort im Tullifeld gehörte damals zum Ostfrankenreich.

### Neuzeit
1544 war Fischbach der erste Ort im Amt Fischberg, in dem die Reformation eingeführt wurde. Bis 1899 war es Sitz der Großpfarrei.
1879 wurden, basierend auf der Volkszählung von 1875, erstmals statistische Angaben zum Ort Fischbach publiziert. Fischbach hatte in diesem Jahr 76 Wohnhäuser mit 364 Einwohnern. Die Größe der Flur betrug 388,9 ha, davon Höfe und Gärten 5,8 ha, Wiesen 53,6 ha, Ackerfläche 197,1 ha, Wald 35,3 ha, Teiche, Bäche und Flüsse 1,9 ha. Auf Wege, Triften, Ödland und Obstbauplantagen entfielen 94,9 ha. Beachtlich war auch der Viehbestand: Fischbach hatte 14 Pferde, 132 Rinder, 87 Schafe, 19 Schweine und 61 Ziegen.
Die Feldabahn, von den Einheimischen als Felleboh bezeichnet, war als Eisenbahnstrecke ab dem 1. Juli 1880 in ihrer gesamten Länge befahrbar. Die Betriebsaufnahme erfolgte im Abschnitt Diedorf-Fischbach in zwei Schritten: nachdem bereits die Bahnanlagen bis Dermbach fertiggestellt waren, wurde am 22. Juni 1880 der Abschnitt Dermbach–Kaltennordheim für den Güterverkehr und ab dem 1. Juli 1880 für den Personenverkehr freigegeben. Die Bahn gab dem Feldatal einen wichtigen wirtschaftlichen Impuls. Zunächst bildeten Holz und der in den Steinbrüchen abgebaute Basalt die wichtigsten Transportgüter. Mit dem Bau der Kalischächte rückte der Personentransport in den Vordergrund. Der Güterverkehr nach Kaltennordheim endete offiziell zum 31. Dezember 1994, der Personenverkehr wenig später am 31. Mai 1997.
Insgesamt 54 Frauen und Männer – überwiegend „Ostarbeiter“ – mussten während des Zweiten Weltkrieges in der Aluminiumwarenfabrik Karl Zitzmann sowie bei Bauern Zwangsarbeit verrichten. Im Pfarramt Fischbach wirkte Wilhelm Spelge, der in der Zeit des Nationalsozialismus der Bekennenden Kirche angehörte, 1937 in „Schutzhaft“ genommen und 1938 aus seinem Amt vertrieben wurde.
Fischbach gehörte zum 1850 eingerichteten III. Verwaltungsbezirk in Sachsen-Weimar-Eisenach, ab 1920 zum neuen Land Thüringen und ab 1922 zum Landkreis Eisenach. 1950 kam Fischbach zum Landkreis Bad Salzungen, der ab 1952 zum Bezirk Suhl und ab 1990 zum wiedererrichteten Land Thüringen gehörte. 1994 kam Fischbach dann zum Wartburgkreis, ehe es mit der Eingemeindung nach Kaltennordheim zum Landkreis Schmalkalden-Meiningen wechselte.

### Einwohnerentwicklung
Entwicklung der Einwohnerzahl:
| - 1995: 638 - 2000: 651 - 2005: 595 - 2010: 569 - 2011: 566 - 2012: 555 - 2015: 550 - 2016: 553 |

 Datenquelle: ab 1994 Thüringer Landesamt für Statistik, Werte vom 31. Dezember

### Wappen
Das Wappen wurde vom Heraldiker Uwe Reipert gestaltet.

## Kultur und Sehenswürdigkeiten

### Bauwerke
Die evangelische Kirche im Zentrum des Ortes: Schon 1453 besaß Fischbach eine eigene Pfarrei, die erste Fischbacher Kirche entstand wahrscheinlich im 14. oder 15. Jahrhundert. Ein Taufstein, der aus Fischbach stammen soll, kann Dermbacher Heimatmuseum betrachtet werden. 1544 wurde im Amt Fischberg die Reformation eingeführt.
„Nicolaus Dieterich soll der letzte papistische und auch der erste evangelische Pfarrer in Fischbach gewesen seyn, der sich mit seiner Köchin hat copulieren lassen, wobey seine beyden mit ihr erzeugten Kinder er auf jede Seite eins gestellt, dass sie mit eingesegnet worden unter seynem Mantel.“
Das heutige Kirchengebäude wurde 1707 errichtete unter Verwendung von Mauerwerk der Vorgängerkirche. Der Turm wird als „Dachreiter aus Holzfachwerk, viereckig mit Schweifkuppel“ beschrieben. Im Jahr 1891 wurde er noch um rund anderthalb Meter erhöht. 1972 musste der Kirchturm aufgrund von Schäden an der Beschieferung neu eingedeckt werden. Dabei fand altdeutsches Schieferwerk Verwendung. Im Zuge der Arbeiten vergoldete man den Stern auf der Spitze sowie Turmknopf und Wetterhahn. Im Inneren: zweigeschossige Emporen stehen auf Rundsäulen an den Seiten des Hauptraumes. Der Altarraum ist durch einen halbrunden Triumphbogen abgegrenzt.
Die Orgel beschreibt ein Chronist als „ausgesprochen wertvolles, kleines Instrument“ aus dem Jahr 1705. Wer die Königin der Musikinstrumente gebaut hat, ist unbekannt. 1917 versah der Orgelbauer Otto Markert das Instrument mit neuen Klaviaturen und Registerzügen. 1938 reinigte die Ostheimer Orgelbaufirma Markert die Klaviatur, hängte sie um und reparierte den Blasebalg. 1922 verzeichnet die Chronik eine weitere Reparatur, die rund 8400 Mark kostete. Die Orgel ist an der Altarwand platziert. Dieses Jahr wurde die „Königin“ erneut restauriert. „Um die Kosten hierfür zu decken, bittet die Kirchgemeinde um Spenden“, sagt Fischbachs Pastorin Sylvia Graf.
Am 5. Juli 1917 mussten die Fischbacher ihre größte und kleinste Bronzeglocke dem Ersten Weltkrieg opfern. Gemeinsam mit den ausgebauten Zinnpfeifen der Orgel wurden sie eingeschmolzen, um daraus Munition herzustellen. Drei neue Glocken wurden am 19. März 1921 in den Fischbacher Kirchturm eingebaut. Die größte unter ihnen erhielt die Inschrift: „Gott zur Ehre, den Nachkommen zur Lehre“, anspielend auf den Ersten Weltkrieg. Das Kirchengebäude wurde 1989/90 in den Dienstjahren von Pfarrer Reinhard Zimmermann sowohl außen als auch innen komplett renoviert. 1995 wurde eine neue Läuteanlage eingebaut, und ein Jahr später erhielt das Kirchenschiff eine Bankheizung.
Auf der Westseite der Kirche befinden sich das Gefallenendenkmal und einige Gräber aus dem Zweiten Weltkrieg. Der Ort verfügt über eine Reihe denkmalgeschützter und sehenswerter Fachwerkhäuser und eine Mühle.  In Richtung Diedorf trifft man auf das Gebäude des ehemaligen „Haltepunktes Diedorf-Fischbach“, auch das Gleisbett ist noch vorhanden. Hinter dem Bahnhof, auf dem bereits in der Gemarkung Klings und Diedorf liegenden „Höhn“, steht die  Burgruine Fischberg, von der jedoch nur geringe Reste erhalten sind.

### Naturdenkmale

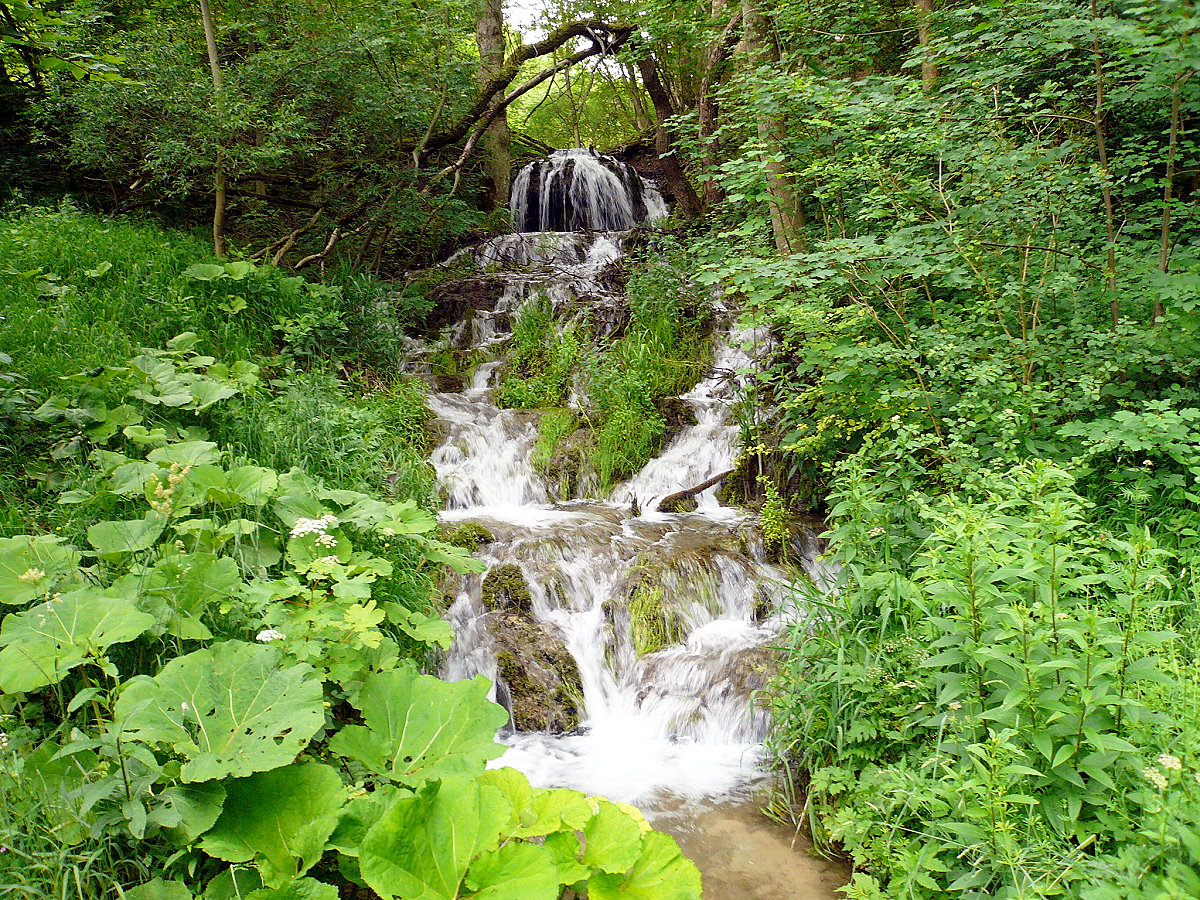
Wasserfall in der „Spring“

Die bekannteste Sehenswürdigkeit ist der Umpfen, ein exponierter Berg am Südrand der Gemeinde und Wahrzeichen des Feldatales. Der Berg gilt als Zeugnis des Vulkanismus in der Rhön. Der im Gipfelbereich terrassenförmig angelegte Basaltsteinbruch ist deutlich vom Talgrund aus zu erkennen. Das östlich des Ortes befindliche Sommertal ist wegen seiner botanischen Besonderheiten als Naturschutzgebiet ausgewiesen worden. Bemerkenswert sind die Kalksinterterrassen im Fischbachtal; sie bilden eine als „Spring“ bekannte Reihe kleiner Wasserfälle. Über Sehenswürdigkeiten am Wegesrand und die Entstehung der Kulturlandschaft im Feldatal informiert ein Wander- und Naturlehrpfad.
Zur Tourismusförderung wurde der „Hexenpfad“ als Themenwanderweg ausgeschildert. Er vermittelt Kenntnisse zur Wanderschäferei und den in dieser Region typischen Trockenrasenzonen. Malerische und oft auch gespenstisch wirkende Hutebäume säumen den Weg.

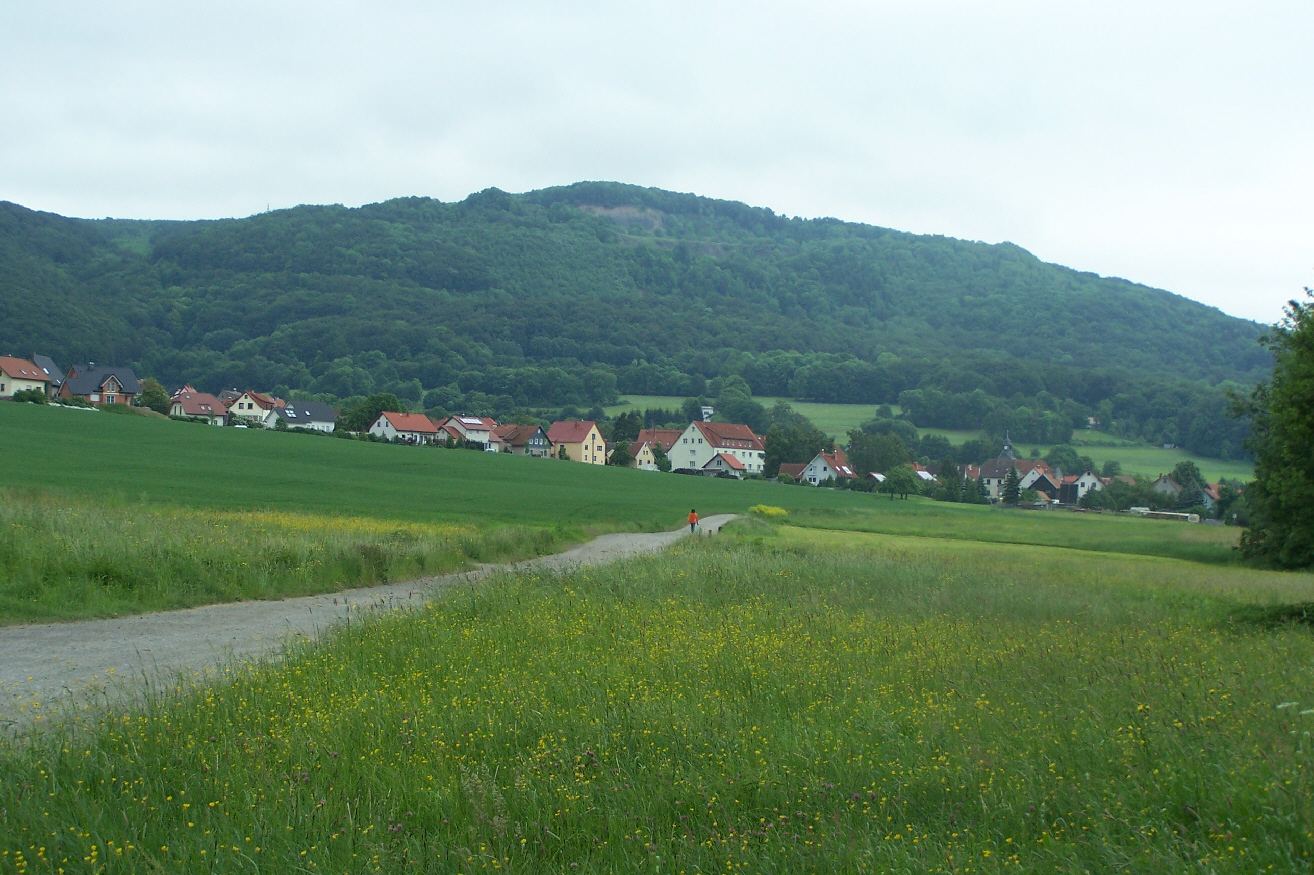
Ortsansicht (2009)

## Wirtschaft und Infrastruktur

### Wirtschaft
Ab dem Hochmittelalter gab es hier eine Weberei, ab 1900 eine Schnitzerei und ab 1926 eine Aluminiumfabrik. Der Basaltabbau am Umpfen von 1914 bis 1978 war besonders in seiner Anfangszeit ein wichtiger Arbeitgeber mit eigenem Verladegleis an der Feldabahn.

### Gewerbegebiete
Das Gewerbegebiet „Unter dem Umpfen“ befindet sich am südlichen Ortsrand von Fischbach. Es verfügt über eine Gesamtfläche von 4,7 ha.
Die 1995 gegründete, seit spätestens 2012 zu mehr als Dreiviertel dem Bergbaukonzern BRAMCO W.L.L., Königreich Bahrain, gehörende BAF Industrie- und Oberflächenentechnik GmbH  produziert hier    Teflon-beschichtete Haushaltsgüter. Das Werk firmierte bis zur Wende im Kombinat Unimewa Aue unter dem Namen VEB AlFi (Abkürzung für Aluminiumwarenfabrik Fischbach, auch AWF). Die Eheleute Carl und Sophie Zitzmann, seit Gründung 1914 Eigentümer des Werks und Begründer der Marke alfi, übersiedelten nach ihrer Enteignung aus der Sowjetischen Besatzungszone 1949 nach Wertheim in Baden-Württemberg. Dort produzierten sie unter anderem die bekannten Isoliergefäße und sicherten sich die Namensrechte. Deswegen musste ALFI nach der Wende einen neuen Namen (BAF = Bratpfannen aus Fischbach) annehmen.

### Straßenverkehr
Den Ort tangiert die B 285  im Abschnitt Dermbach – Kaltennordheim, die Bad Salzungen mit Mellrichstadt verbindet.

### Schienenverkehr
Der Betrieb der Feldabahn wurde 2003 eingestellt und 2008 wurde mit dem Rückbau der Gleisanlage begonnen. Die nächstgelegenen Bahnhöfe befinden sich jetzt in der Kreisstadt Bad Salzungen und östlich in Wasungen, jeweils im Streckennetz der Süd-Thüringen-Bahn.

### Busverkehr
Nach Fischbach verkehren folgende Buslinien der Verkehrsgesellschaft Wartburgkreis mbH
| Linie | Fahrstrecke                                                                                  |
| ----- | -------------------------------------------------------------------------------------------- |
| L-101 | Eisenach – Marksuhl – Dermbach – Fischbach – Kaltennordheim                                  |
| L-109 | Bad Salzungen – Urnshausen – Dermbach – Empfertshausen – Klings – Fischbach – Kaltennordheim |
| L-129 | Bad Salzungen – Urnshausen – Dermbach – Fischbach – Kaltennordheim – Kaltenlengsfeld         |

## Söhne und Töchter des Ortes
- August Creutzburg (* 6. März 1892; † 11. September 1941) Politiker (KPD), Reichstagsabgeordneter